# Darkness on the Edge of Town
Darkness on the Edge of Town är ett musikalbum av Bruce Springsteen, utgivet av skivbolaget Columbia Records den 2 juni 1978. Albumet var det första efter att Springsteen löst en lång tvist med sitt skivbolag. 
Till skillnad från det livsbejakande albumet Born to Run innehåller Darkness on the Edge of Town mörka och dystra skildringar av bland annat Springsteens förhållande till sin far, exempelvis i "Adam Raised a Cain" och "Factory." När det gäller låtordningen på den ursprungliga LP:n fortsatte Springsteen sin "fyra hörn"-modell från "Born to Run". Låtarna i början av varje sida ("Badlands" och "The Promised Land") var brutala rop för att övervinna omständigheter, medan låtarna som avslutar varje sida ("Racing in the Street" och "Darkness on the Edge of Town") var sorgsna sånger där allt hopp försvunnit. 
Albumet sålde sämre än föregångaren, även om det inte sålde dåligt, med en femteplats på Billboards albumlista. Det misslyckades dock med att få fram någon riktig hitsingel. "Prove It All Night" nådde som bäst 33:e plats på singellistan och "Badlands" 42:a. Men trots detta är det ett uppskattat album bland Springsteen-fans, och "Badlands" har blivit en favorit hos Springsteen själv som konsertnummer. 
Likt 30-årsjubileet av Born to run så släpptes hösten 2010 en jubileumsbox av The Darkness on the Edge of town, som innehöll osläppt material, live dvd och även en bok med texter, bilder och personliga inlägg av Springsteen själv.

## Låtlista
Samtliga låtar skrivna av Bruce Springsteen.
1. "Badlands" - 4:01
2. "Adam Raised a Cain" - 4:32
3. "Something in the Night" - 5:11
4. "Candy's Room" - 2:51
5. "Racing in the Street" - 6:53
6. "The Promised Land" - 4:33
7. "Factory" - 2:17
8. "Streets of Fire" - 4:09
9. "Prove It All Night" - 3:56
10. "Darkness on the Edge of Town" - 4:28